# Araxá
Araxá este un oraș din unitatea federativă Minas Gerais, Brazilia.